# Virtsu (Peipsiääre)
Virtsu is een plaats in de Estlandse gemeente Peipsiääre, provincie Tartumaa. De plaats heeft de status van dorp (Estisch: küla). Het aantal inwoners sinds 2000:
| 2000 | 2009 | 2011 | 2017 | 2019 | 2021 |
| ---- | ---- | ---- | ---- | ---- | ---- |
| 16   | 13   | 9    | 10   | 7    | 9    |

Tot in oktober 2017 hoorde Virtsu bij de gemeente Alatskivi. In die maand werd Alatskivi bij de gemeente Peipsiääre gevoegd.

## Geschiedenis
Virtsu werd voor het eerst genoemd in 1922 als dorp op het voormalige landgoed van Alatskivi. Het dorp was gegroeid rond een boerderij die ook Virtsu heet en nog steeds bestaat.